# Referendum w Irlandii w maju 2018 roku
Referendum w Irlandii w maju 2018 roku – referendum w Irlandii, które odbyło się 25 maja 2018 roku. Referendum dotyczyło uchylenia 8. poprawki do Konstytucji Irlandii, przyjętej na podstawie wyników referendum z 7 września 1983, a wprowadzającej zakaz wykonywania aborcji.

## Historia
W 1992 roku rozpoczęto kampanię, której celem było uchylenie 8. poprawki. Kampania była efektem sprawy Attorney General v. X, dotyczącej zgwałcenia 14-letniej dziewczyny. W tym samym roku odbyło się również kolejne referendum, podczas którego zaproponowano trzy kolejne poprawki, nowelizujące aktualne zapisy konstytucji. Wprowadzone poprawki 13. i 14. (12. nie została przyjęta) ustanowiły prawo do aborcji Irlandek w sytuacji zaistnienia ryzyka śmierci kobiety, w tym zagrożenia samobójstwem oraz możliwość zdobywania wiedzy na temat aborcji i prawo do swobodnej podróży celem wykonywania zabiegów poza granicami kraju. 
Przez kolejne lata kampania na rzecz uchylenia 8. poprawki ucichła do momentu sprawy śmierci Savity Halappanavar w październiku 2012 roku. W tym samym roku założono organizację Abortion Rights Campain, która w okresie do 2016 utworzyła koalicję z podobnymi grupami pro-choice. Organizacja ta jest wspierana przez wielu naukowców i lekarzy oraz przez niektóre partie polityczne (Anti-Austerity Alliance–People Before Profit, Socjaldemokraci, Independents 4 Change). 
Podczas wyborów w 2016 roku część partii biorących udział w kampanii wyborczej (Partii Pracy, Partia Zielonych, Sinn Féin, Partia Robotnicza) zobowiązywała się do ogłoszenia nowego referendum, którego celem miałoby być uchylenie ósmej poprawki. W lipcu tego samego roku Minister Zdrowia Irlandii Simon Harris (Fine Gael) również poparł rozpisanie nowego referendum. 
W styczniu 2018 r. premier Irlandii Leo Varadkar zapowiedział przeprowadzenie referendum pod koniec maja tego samego roku.

## Kampania

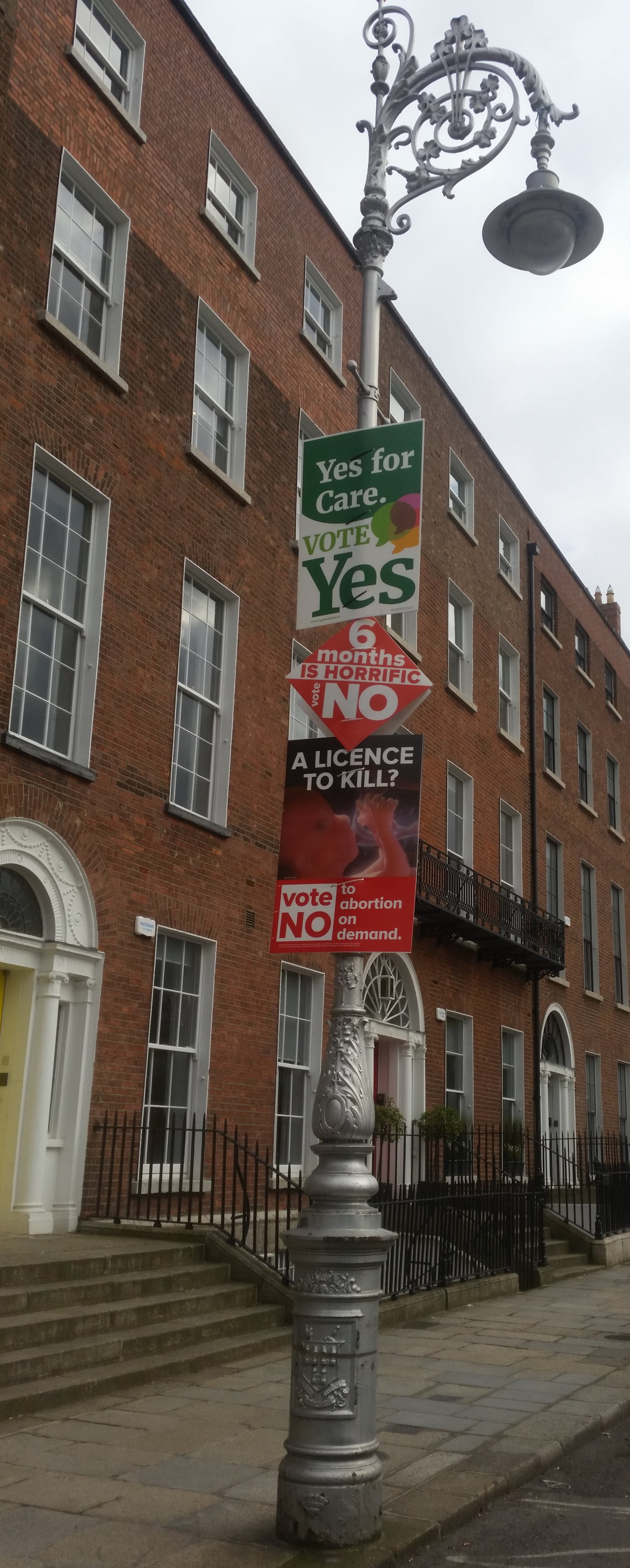
Plakaty kampanii w Dublinie

W oficjalnych sondażach przedreferendalnych (m.in. dla The Sunday Times, Irish Daily Mail, The Irish Times) przeprowadzanych od początku grudnia 2017 do maja 2018 większość uczestników badań opowiadała się za uchyleniem tej poprawki (średnia przewaga głosów „za” wahała się w granicach 19–36%).
21 kwietnia Leo Varadkar uruchomił kampanię „Vote Yes” dla wspierających poprawkę członków partii. Zarówno partia Fine Gael, jak i Fianna Fáil, nie zajęły formalnego stanowiska wobec poprawki, tym samym zezwalając swoim TD na dowolność w głosowaniu.
8 maja 2018, ze względu na kontrowersje związane z pochodzeniem, liczbą, treścią i celowością reklam w mediach społecznościowych, Facebook zablokował reklamy umieszczane przez zagraniczne podmioty, z których większość znajdowała się w Stanach Zjednoczonych i ograniczył je do reklam umieszczanych jedynie przez irlandzkie organizacje. 10 maja również Google usunął wszystkie reklamy dotyczące referendum ze swojej platformy reklamowej oraz z serwisu YouTube, powołując się na obawy wobec uczciwości przyszłego referendum.

## Wyniki
66,40% głosujących w referendum opowiedziało się za uchyleniem ósmej poprawki do Konstytucji Irlandii. Frekwencja wyniosła 64,13%.
| Głosy                | Liczba głosów | %      |
| -------------------- | ------------- | ------ |
| Tak                  | 1 429 981     | 66,40% |
| Nie                  | 723 632       | 33,60% |
| Głosy puste/nieważne | 6 042         | 0,28%  |
| Razem                | 2 159 655     | 100%   |
| Frekwencja           | 64,13%        | 64,13% |

| Okręg wyborczy       | Wyborcy   | Frekwencja | Głosy     | Głosy   | Odsetek głosów | Odsetek głosów |
| Okręg wyborczy       | Wyborcy   | Frekwencja | Tak       | Nie     | Tak            | Nie            |
| -------------------- | --------- | ---------- | --------- | ------- | -------------- | -------------- |
| Carlow–Kilkenny      | 112 704   | 61,99%     | 44 211    | 25 418  | 63,50%         | 36,50%         |
| Cavan–Monaghan       | 91 602    | 63,39%     | 32 115    | 25 789  | 55,46%         | 44,54%         |
| Clare                | 83 225    | 64,37%     | 34 328    | 19 079  | 64,28%         | 35,72%         |
| Cork East            | 85 643    | 63,80%     | 34,941    | 19 550  | 64,12%         | 35,88%         |
| Cork North-Central   | 84 412    | 62,45%     | 33 639    | 18 908  | 64,02%         | 35,98%         |
| Cork North-West      | 68,830    | 65,93%     | 45 248    | 27 194  | 60,10%         | 39,90%         |
| Cork South-Central   | 87 524    | 66,73%     | 40 071    | 18,138  | 68,84%         | 31,16%         |
| Cork South-West      | 60 356    | 67,35%     | 26 147    | 14,387  | 64,51%         | 35,49%         |
| Donegal              | 118 901   | 57,06%     | 32 559    | 35 091  | 48,13%         | 51,87%         |
| Dublin Bay North     | 108 209   | 71,60%     | 57 754    | 19 573  | 74,69%         | 25,31%         |
| Dublin Bay South     | 78 892    | 54,94%     | 33 919    | 9 928   | 78,49%         | 21,51%         |
| Dublin Central       | 48 002    | 51,52%     | 18 863    | 5 790   | 76,51%         | 23,49%         |
| Dublin Fingal        | 95 926    | 70,39%     | 51 840    | 15 523  | 76,96%         | 23,04%         |
| Dublin Mid-West      | 71 558    | 67,30%     | 35 192    | 12 838  | 73,27%         | 26,73%         |
| Dublin North-West    | 62 270    | 62,76%     | 28 477    | 10 489  | 73,08%         | 26,92%         |
| Dublin Rathdown      | 64 887    | 70,11%     | 34 529    | 10 845  | 76,10%         | 23,90%         |
| Dublin South-Central | 76 914    | 59,60%     | 34 201    | 11 530  | 74,79%         | 25,21%         |
| Dublin South-West    | 106 588   | 68,58%     | 54 642    | 18 301  | 74,91%         | 25,09%         |
| Dublin West          | 67 138    | 67,77%     | 33 595    | 11 794  | 74,02%         | 25,98%         |
| Dún Laoghaire        | 95 372    | 68,52%     | 50 243    | 14 953  | 77,06%         | 22,94%         |
| Galway East          | 69 631    | 63,47%     | 26 525    | 17 546  | 60,19%         | 39,81%         |
| Galway West          | 107 726   | 59,90%     | 42 422    | 21 906  | 65,95%         | 34,05%         |
| Kerry                | 111 108   | 62,41%     | 40 285    | 28 851  | 58,27%         | 41,73%         |
| Kildare North        | 85 587    | 63,76%     | 40 058    | 14 399  | 73,56%         | 26,44%         |
| Kildare South        | 63 190    | 61,34%     | 27 307    | 11 339  | 70,66%         | 29,34%         |
| Laois                | 63 860    | 62,01%     | 24 232    | 15 264  | 61,35%         | 38,65%         |
| Limerick City        | 77 836    | 62,01%     | 32 169    | 15 941  | 66,87%         | 33,13%         |
| Limerick County      | 67 592    | 62,45%     | 24 448    | 17 644  | 58,08%         | 41,92%         |
| Longford–Westmeath   | 89 665    | 59,30%     | 30 876    | 22 113  | 58,27%         | 41,73%         |
| Louth                | 106 184   | 65,89%     | 46 429    | 23 333  | 66,55%         | 33,45%         |
| Mayo                 | 91 377    | 62,09%     | 32 287    | 24 287  | 57,07%         | 42,93%         |
| Meath East           | 67 755    | 65,61%     | 30 686    | 13 652  | 69,21%         | 30,79%         |
| Meath West           | 65 651    | 62,94%     | 26 343    | 14 850  | 63,95%         | 36,05%         |
| Offaly               | 66 120    | 64,71%     | 24 781    | 17 908  | 58,05%         | 41,95%         |
| Roscommon–Galway     | 63 158    | 65,70%     | 23 677    | 17 709  | 57,21%         | 42,79%         |
| Sligo–Leitrim        | 95 954    | 61,08%     | 34 685    | 23 730  | 59,38%         | 40,62%         |
| Tipperary            | 113 546   | 63,84%     | 42 731    | 29 516  | 59,15%         | 40,85%         |
| Waterford            | 83 107    | 64,30%     | 37 016    | 16 296  | 69,43%         | 30,57%         |
| Wexford              | 110 494   | 66,27%     | 49 934    | 23 069  | 68,40%         | 31,60%         |
| Wicklow              | 99 062    | 74,48%     | 54 629    | 18 931  | 74,26%         | 25,74%         |
| Razem                | 3 367 556 | 64,13%     | 1 429 981 | 723 632 | 66,40%         | 33,60%         |